# Le magie di Merlina, e Zoroastro
Le magie di Merlina, e Zoroastro è una farsa per musica in un atto su libretto attribuito a Pasquale Mililotti con musica di Domenico Cimarosa. La farsa fu rappresentata per la prima volta nella stagione di Carnevale del 1772 al Teatro dei Fiorentini di Napoli. L'opera formava, secondo una prassi del teatro musicale in aerea partenopea durante la seconda metà del Settecento, il terzo atto della commedia per musica in due atti Le stravaganze del Conte composta dai medesimi autori.
Le due opere insieme dovrebbero rappresentare, allo stadio attuale degli studi, il debutto teatrale del giovane Cimarosa che da poco tempo aveva concluso i suoi studi musicali presso il Conservatorio "Santa Maria di Loreto" a Napoli.

## Interpreti della prima assoluta
| Personaggio      | Tipologia vocale | Interpreti della prima Carnevale 1772 |
| ---------------- | ---------------- | ------------------------------------- |
| Merlina          | soprano          | Marianna Monti                        |
| Dottor Balanzoni | basso            | Giuseppe Casaccia                     |
| Mortella         | soprano          | Angiola Terracciani                   |
| Zoroastro        | tenore           | Nicola Grimaldi                       |
| Pulcinella       | basso            | Antonio Casaccia                      |
| Don Procopio     | basso            | Giovanni Bertani                      |

## Struttura musicale

### Atto Unico
- N°1 Introduzione
- Recitativo dopo Introduzione
- N°2 Cavatina Merlina
- Recitativo dopo Cavatina Merlina
- N°3 Recitativo accompagnato e Cavatina Zoroastro
- Recitativo dopo Cavatina Zoroastro
- N°4 Duetto Merlina, Zoroastro
- N°5 Cavatina Pulcinella
- Recitativo dopo Cavatina Pulcinella
- N°6 Quartetto Merlina, Mortella, Pulcinella, Balanzoni
- Recitativo dopo Quartetto
- N°7 Cavatina Pulcinella
- Recitativo dopo Cavatina Pulcinella
- N°8 Duetto Merlina, Pulcinella
- Recitativo dopo Duetto
- N°9 Finale (Tutti)